# Юлиус фон Пайер
Юлиус Йохан Лудвиг фон Пайер (на немски: Julius Johannes Ludovicus von Payer) е австрийски и австро-унгарски военен топограф и изследовател на Арктика, също художник и алпинист.

## Произход и военна кариера (1842 – 1864)
Роден е на 2 септември 1841 година в селцето Шенау, близо до Теплице, Австрийска империя (днес Чехия), в семейство на улански ротмистър. Когато е на 14 години, баща му умира и Юлиус е изпратен при чичо си в Краков, където завършва кадетско училище. Учи във военната академия във Винер Нойщад от 1857 до 1859 г.
През 1859 г., като младши лейтенант, постъпва на служба в 36-и пехотен полк във Верона, Северна Италия. На 24 юни същата година, едва 17-годишен, Пайер взема участие в битката при Солферино – най-голямото сражение в Австро-итало-френската война от 1859 между обединените армии на Франция, Пиемонт и Сардиния, против австрийската армия.
От 1860 до 1863 служи в гарнизона във Верона. От 1863 е преподавател по история в кадетската школа в Айзенщат, Австрия. След произвеждането му в лейтенант е преведен в гарнизона във Венеция.

## Изследователска дейност (1864 – 1874)

### Експедиции в Алпите (1864 – 1868)
През 1862 г. Пайер се увлича по алпинизма и в свободното си време изкачва над 30 върха в италианските Алпи и в района на Висок Тауерн.
От 1864 до 1868 извършва топографски изследвания в масивите Адамело и Ортлес в Алпите, като първи се изкачва на най-високата точка на Адамело на 3554 м. В резултат от четиригодишните измервания Пайер съставя детайлна топографска карта на изследваните райони в М 1:56000. Старанията му скоро са забелязани от ръководството на армията и е преведен на работа във Военния картографски институт във Виена.
На 24 юни 1866 участва в сражение между австрийската и италианската армии и за проявеното мъжество е награден с „Военен кръст за храброст“.

### Експедиция в Гренландия (1869 – 1870)
През 1868 г. е поканен от германския географ Аугуст Петерман да се включи като топограф във втората германска полярна експедиция (1869 – 1870), ръководена от Карл Колдевей, към източното крайбрежие на Гренландия.
Топографските дейности, извършени от Пайер по време на експедицията, са високо оценени от организаторите на експедицията и от страна на австро-унгарското правителство, което му възлага научното ръководство на нова експедиция в Арктика.

### Експедиция в Арктика (1871 – 1874)
През 1871 Пайер, заедно с Карл Вайпрехт, капитан-лейтенант от военноморските сили на Австро-Унгария, извършва пробно плаване към бреговете на Нова Земя и Шпицберген, където намират големи пространства свободно от ледове море.
През 1872 започва същинската експедиция на кораба „Тегетхоф“, като основната цел на експедицията е преминаването през т.нар. Североизточен проход, която експедиция му донася световна известност с откриването на най-северния европейски архипелаг Земя на Франц Йосиф.
През юли 1872 корабът напуска пристанището на Бремерхафен и се отправя на север. На 29 август около северозападните брегове на Нова Земя корабът замръзва в ледовете и започва дрейф на север и северозапад, който продължава 372 дни. На 30 август 1873 открива остров Вилчек (79°56′ с. ш. 58°42′ и. д. / 79.933333° с. ш. 58.7° и. д.) в архипелага Земя на Франц Йосиф, на който зимува през 1873 – 1874 г.
От 10 до 16 март 1874 г., когато още има жестоки студове (до -50 °C), Пайер с шест спътници и с шейна, в която са впрегнати 3 кучета, извършва първия, много кратък поход до съседния остров Хол (80°19′ с. ш. 57°59′ и. д. / 80.316667° с. ш. 57.983333° и. д.). На 24 март, отново с шест спътници, тръгва в едномесечен поход на север, като последователно открива остров Салм (26 март, 80°04′ с. ш. 59°16′ и. д. / 80.066667° с. ш. 59.266667° и. д.), протока Австрийски канал (отделящ източната островна група от централната), западния бряг на островите Земя Вилчек (80°35′ с. ш. 60°30′ и. д. / 80.583333° с. ш. 60.5° и. д.), Ла Ронсиер (80°59′ с. ш. 61°00′ и. д. / 80.983333° с. ш. 61° и. д.), Райнер (81°22′ с. ш. 58°59′ и. д. / 81.366667° с. ш. 58.983333° и. д.) и Карл Александър (81°28′ с. ш. 57°37′ и. д. / 81.466667° с. ш. 57.616667° и. д.).
На 81° 38' с.ш. оставя четирима души с голямата шейна и куче и сам с двама спътници продължава на север. На 81°47′ с. ш. 58°40′ и. д. / 81.783333° с. ш. 58.666667° и. д. групата открива остров Рудолф (април, 297 км2). Заобикаляйки го от запад, е открит заливът Теплиц и достигат до нос Флигели (81°51′ с. ш. 59°14′ и. д. / 81.85° с. ш. 59.233333° и. д. – най-северната точка на Европа). На обратния път отрядът пресича високия остров Винер Нойщад (80°48′ с. ш. 58°31′ и. д. / 80.8° с. ш. 58.516667° и. д.) и на юг от него малкия остров Хейс (80°34′ с. ш. 57°42′ и. д. / 80.566667° с. ш. 57.7° и. д.).
В началото на май 1874 г. групата се връща на парахода и след няколко дена Пайер с двама спътници тръгва на северозапад, като на 50 км от базата открива остров Макклинток (80°11′ с. ш. 56°34′ и. д. / 80.183333° с. ш. 56.566667° и. д.).
По време на зимуването провежда ценни научни наблюдения в областта на геофизиката и изследва природата на полярния лед. Установяват, че „Тегетхоф“ е заседнал в плитчина и след няколко неуспешни опита да бъде изтеглен екипажът го изоставя на 20 май 1874 г. В продължение на 3 месеца къде на шейни, къде на лодки, екипажът достига до Нова Земя, където руска риболовна шхуна ги прибира и ги докарва до норвежкото пристанище Вадьо, след което се прибират като герои в Австро-Унгария.

## Следващи години (1874 – 1915)
След завръщането си от експедицията Пайер се уволнява от армията и през октомври 1874 г. му е връчена държавна премия в размер на 44 гулдена. На 24 октомври 1876 му е присъдено рицарско звание, което може да се предава и на потомците му. Тогава сменя и името си, на латински Юлиус Йоханес Лудовикус Ритер фон Пайер.
През 1877 се жени, раждат му се 2 дъщери. От 1877 до 1879 се обучава на живопис във Франкфурт на Майн, а от 1880 до 1882 продължава обучението си в Мюнхен. След завършване на художественото си образование се премества в Париж, където се отдава изцяло на живописта. По-късно някои от картините му са наградени с медали от изложби в Мюнхен, Берлин и Париж. През 1890 се развежда с жена си и се връща във Виена, където открива школа по живопис за девойки.
През 1912 г. участва в планирането на експедиция към Северния полюс с подводница, но плановете му не се осъществяват.
Умира в град Фелдес (сега Блед в Словения) на 19 август 1915 година на 73-годишна възраст.

## Памет
Неговото име носят:
- връх Пайер (66°43′ с. ш. 64°24′ и. д. / 66.716667° с. ш. 64.4° и. д., 1499 м), най-високата точка на Полярен Урал;
- залив Пайер (78°42′ с. ш. 74°13′ и. д. / 78.7° с. ш. 74.216667° и. д.), на източното крайбрежие на остров Пим, в протока Кенеди, разделящ остров Елсмиър от Гренландия;
- Земя Пайер (74°28′ с. ш. 22°17′ и. д. / 74.466667° с. ш. 22.283333° и. д.), в източната част на Гренландия;
- ледник Пайер (80°33′ с. ш. 46°04′ и. д. / 80.55° с. ш. 46.066667° и. д.), на остров Земя Александър, в архипелага Земя на Франц Йосиф;
- нос Пайер (83°09′ с. ш. 45°27′ и. д. / 83.15° с. ш. 45.45° и. д.), на северния бряг на Гренландия;
- нос Пайер (78°45′ с. ш. 21°33′ и. д. / 78.75° с. ш. 21.55° и. д.), най-източната точка на остров Западен Шпицберген, в архипелага Шпицберген;
- нос Пайер (69°16′ с. ш. 98°40′ и. д. / 69.266667° с. ш. 98.666667° и. д.), на западния бряг на остров Кинг Уилям, в Канадския арктичен архипелаг;
- остров Пайер (81°09′ с. ш. 57°31′ и. д. / 81.15° с. ш. 57.516667° и. д.), в централната част на архипелага Земя на Франц Йосиф.

## Трудове
- „Die österreichisch-ungarische Nordpol-Expedition in den Jahren 1872 – 74 nebst einer Skizze der zweiten deutschen Nordpol-Expedition 1869 – 71 und der Polar-Expedition von 1871“ (1876)